# Enoch Wood Perry
Enoch Wood Perry (* 31. Juli 1831 in Boston, Massachusetts; † 14. Dezember 1915 in New York City) war ein US-amerikanischer Porträt-, Genre- und Landschaftsmaler der Düsseldorfer Schule. Zu seiner Zeit galt er als führender Genremaler seines Landes.

## Leben
Perry, eines von fünf Kindern des Kaufmanns Enoch Wood Perry und seiner Ehefrau Hannah Knapp Dole, zog um 1844 mit seiner Familie nach New Orleans, nachdem sein Vater wegen der Wirtschaftskrise von 1837 in Boston sein Geschäft hatte aufgeben müssen. In New Orleans eröffnete sein Vater ein neues Geschäft, einen Laden für Haushaltswaren und Möbel. Nachdem Perry die Schule beendet hatte, wurde er Angestellter des Kommissionshauses Pickett, Perkins & Company. Neben dieser Arbeit malte er.
In den Jahren 1851/1852 erhielt er von Andrew Warner, Sekretär der American Art-Union in New York City, den er zur Frage seiner künstlerischen Ausbildung angeschrieben hatte, den Rat, an der Kunstakademie Düsseldorf Malerei zu studieren und sich diesbezüglich von Emanuel Leutze und Worthington Whittredge weiter beraten zu lassen. Im späten Frühjahr oder frühen Sommer des Jahres 1852 begab er sich über London und Paris dorthin. Bis zum Herbst 1854 blieb er in Düsseldorf und wurde Privatschüler von Leutze. 1854 war er außerdem Schüler von Heinrich Mücke an der Düsseldorfer Akademie. Auch wurde er Mitglied des Künstlervereins Malkasten. Diese Zeit prägte seinen handwerklichen Stil und schuf eine Vorliebe für bühnenartige Kompositionen. Anschließend ging er nach Paris, wo er das Atelier von Thomas Couture betrat und sich in der Anwendung des Impasto und dunkler Konturen übte. 1855 kehrte er nach Düsseldorf zurück, 1856 weilte er in Rom. Durch Vermittlung seines politisch engagierten Vaters, chairman des Louisiana State Central Democratic Committee, begann Perry im August 1857 eine Tätigkeit als US-Konsul in Venedig, die er allerdings schon im Oktober des gleichen Jahres wieder aufgab. Im Sommer zuvor hatte er eine Studienreise mit William Henry Furness, William Stanley Haseltine, John Beaufain Irving, Henry Lewis, William Dickinson Washington und Whittredge an die Nahe unternommen. Bevor Perry 1858 in die Vereinigten Staaten zurückkehrte, unternahm er eine zweite Reise nach Rom, wo er mit Whittredge, Albert Bierstadt, William Page (1811–1885) und Thomas Crawford verkehrte.

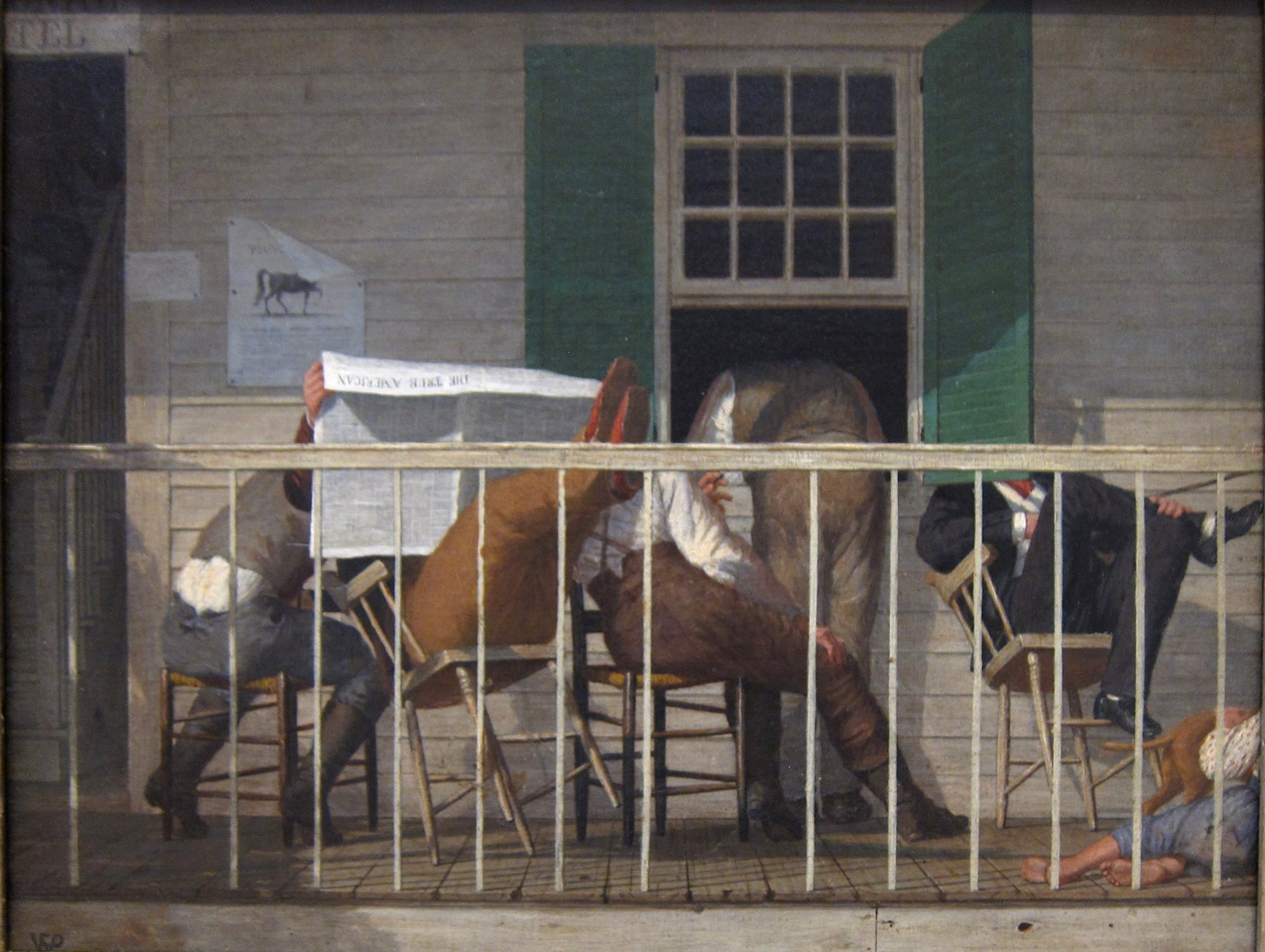
The True American, undatiert, wohl spätestens 1860, Metropolitan Museum of Art, New York City

Nach Rückkehr in sein Heimatland siedelte er sich 1858 in Philadelphia an. In diesem Jahr stellte er zum ersten Mal in der National Academy of Design in New York City, im Boston Athenæum und in der Pennsylvania Academy of the Fine Arts aus, überwiegend Werke, die er in Europa, insbesondere in Venedig, gemalt hatte. 1860 zog er wieder nach New Orleans, wo er ein Atelier für Porträtmalerei eröffnete. Bekannte Personen, die sich von ihm malen ließen, waren die Politiker John Slidell, Jefferson Davis und Washington Bartlett. Jefferson Davis, den ersten und einzigen Präsidenten der Konföderierten Staaten von Amerika, den er 1861 porträtierte, stellte er vor einer Karte der Konföderation dar. Der Erlös aus dem Verkauf des Bildes wurde für die Finanzierung des Sezessionskrieges verwendet. Ebenfalls aus dieser Phase dürfte das ihm zugeschriebene Bild The True American stammen, das sich 1944 in einer Sammlung seines Nachlasses befand. Es steht wohl in Beziehung zu der zeitgenössischen Nativismus-Bewegung des Know-Nothingism, aus der die Know-Nothing-Party hervorging. Die künstlerische Aussage des Gemäldes, auf dem Menschen und sogar das Pferd auf dem Plakat ohne Kopf abgebildet sind, gilt als ungeklärt. Als ein Werk der Historienmalerei begann Perry 1861 mit den Studien zu dem nie vollendeten Gemälde The Signing of the Secession Ordinance, ein Bild, das die Sezession des Staates Louisiana am 26. Januar 1861 in Baton Rouge dokumentierten sollte.
1862 wanderte Perry westwärts und gelangte am Ende des Jahres nach San Francisco, wo er sich erneut als Porträtmaler betätigte. Im August 1863 unternahm er mit Albert Bierstadt, Virgil Williams (1830–1886), Fitz Hugh Ludlow und John Hewston, einem Metallurgen, eine Studienreise in das Yosemite Valley. Im Ergebnis dieser Reise schuf Perry unter dem Einfluss der Malerei Bierstadts einige Landschaftsgemälde. Eine weitere größere Reise unternahm er 1864 – erneut mit Bierstadt und Williams – nach Hawaii, damals Königreich Hawaiʻi. Dort malte er Landschaften und Porträts der hawaiischen Königsfamilie, unter anderem Bildnisse der Könige Kamehameha IV. (posthum) und Kamehameha V. sowie des Prinzen Albert Edward Kauikeaouli Leiopapa. Im Juli 1865 war Perry nach Kalifornien zurückgekehrt. Im folgenden Jahr ging er im Auftrag der Reorganisierten Kirche Jesu Christi der Heiligen der Letzten Tage, einer Kirche des Mormonentums, nach Salt Lake City, wo er Brigham Young und zwölf weitere führende Mitglieder dieser Organisation porträtierte. Zusammen mit dem Fotografen George Martin Ottinger (1833–1917) und dessen Partner Charles Roscoe Savage (1832–1909) gründete er nach dem Vorbild der American Art-Union die kurzlebige Deseret Art Union. 1866 verließ er Salt Lake City.
Im Januar 1867 bezog Perry Bierstadts früheres Atelier im Tenth Street Studio Building in New York. Dort wurde er 1867 als assoziiertes Mitglied (associate) in die National Academy of Design aufgenommen, im Folgejahr wurde er Vollmitglied (academian). In der Akademie engagierte sich Perry als Anführer des liberalen Flügels, dessen Bestrebung es war, die schulische Arbeit zu fördern. In den Jahren 1871 bis 1873 diente er der Akademie als recording secretary. Ferner wurde Perry Mitglied der Century Association, der Artists’ Aid Society und der American Watercolor Society. 1877 oder 1878 begab sich Perry auf seine zweite Reise nach San Francisco, wo er bis 1881 bei seinem jüngeren Bruder lebte, der dort eine Arztpraxis unterhielt. Zu den Förderern Perrys in San Francisco gehörten die Eisenbahn-Magnaten Collis P. Huntington und Leland Stanford. Wohl in dieser Zeit lernte Perry den Fotopionier Eadweard Muybridge kennen, für dessen Fotografie der „animal locomotion“ er sich interessierte. Ab 1882 war Perry wieder in New York City. Mit anderen Künstlern initiierte er zwecks Vertriebsförderung amerikanischer Kunst im Jahr 1883 die Neugründung der American Art-Union, die allerdings nur bis 1885 bestand. 1891 bezog er erneut ein Atelier im Tenth Street Studio Building. 1899 heiratete er 68-jährig die Schriftstellerin Fanny Field Hering, die er auf einer Exkursion nach Sandwich, New Hampshire, kennengelernt hatte. Fortan verlebte das Paar dort die Sommermonate. Winters bereisten sie Europa oder hielten sich in New York City auf, wo Perry ein Atelier im Universitätsgebäude am Washington Square hatte.

## Werke (Auswahl)

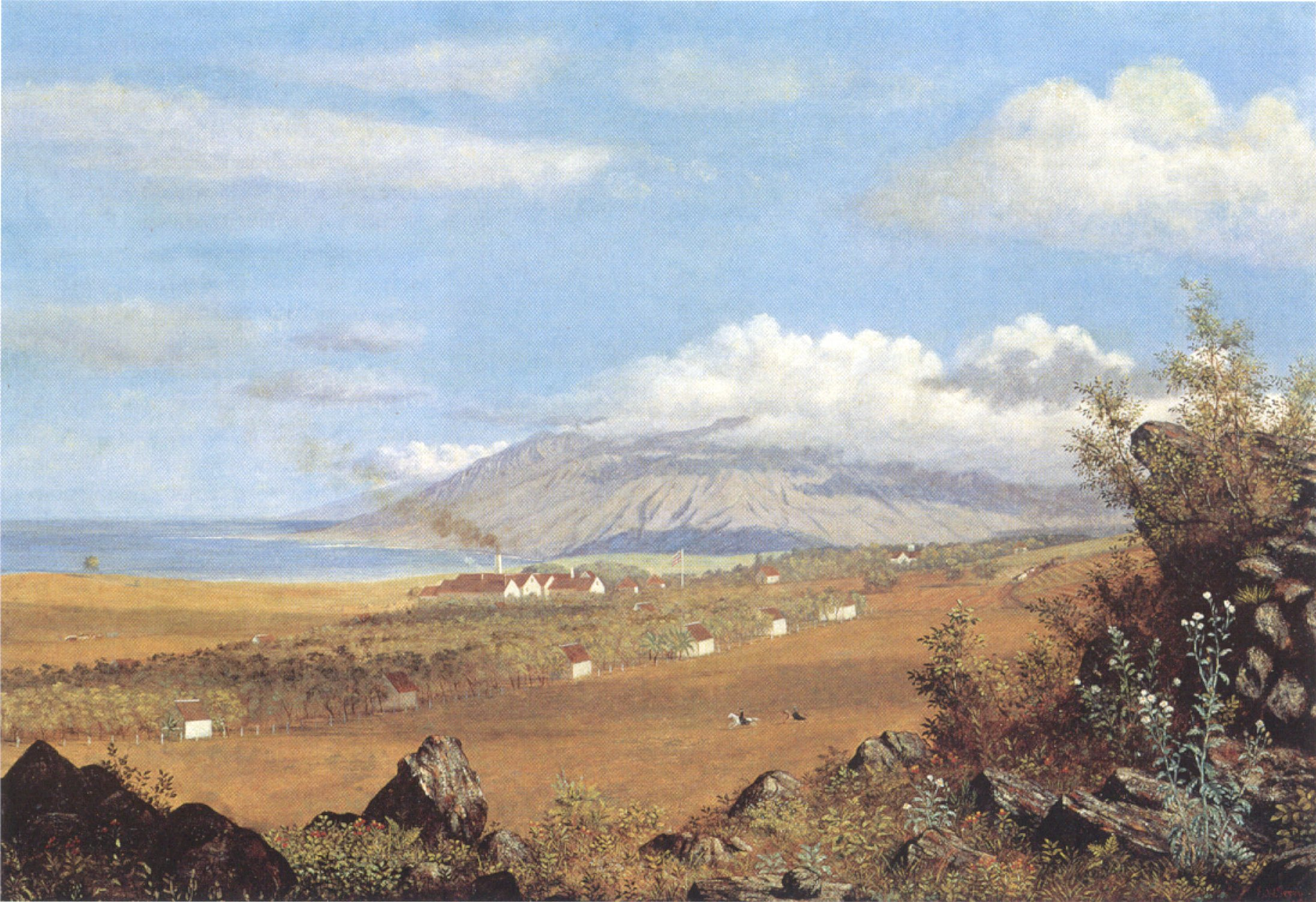
Rose Ranch, Ulupalakua, on the Slopes of Haleakala, Maui, 1865, Honolulu Museum of Art, Hawaii

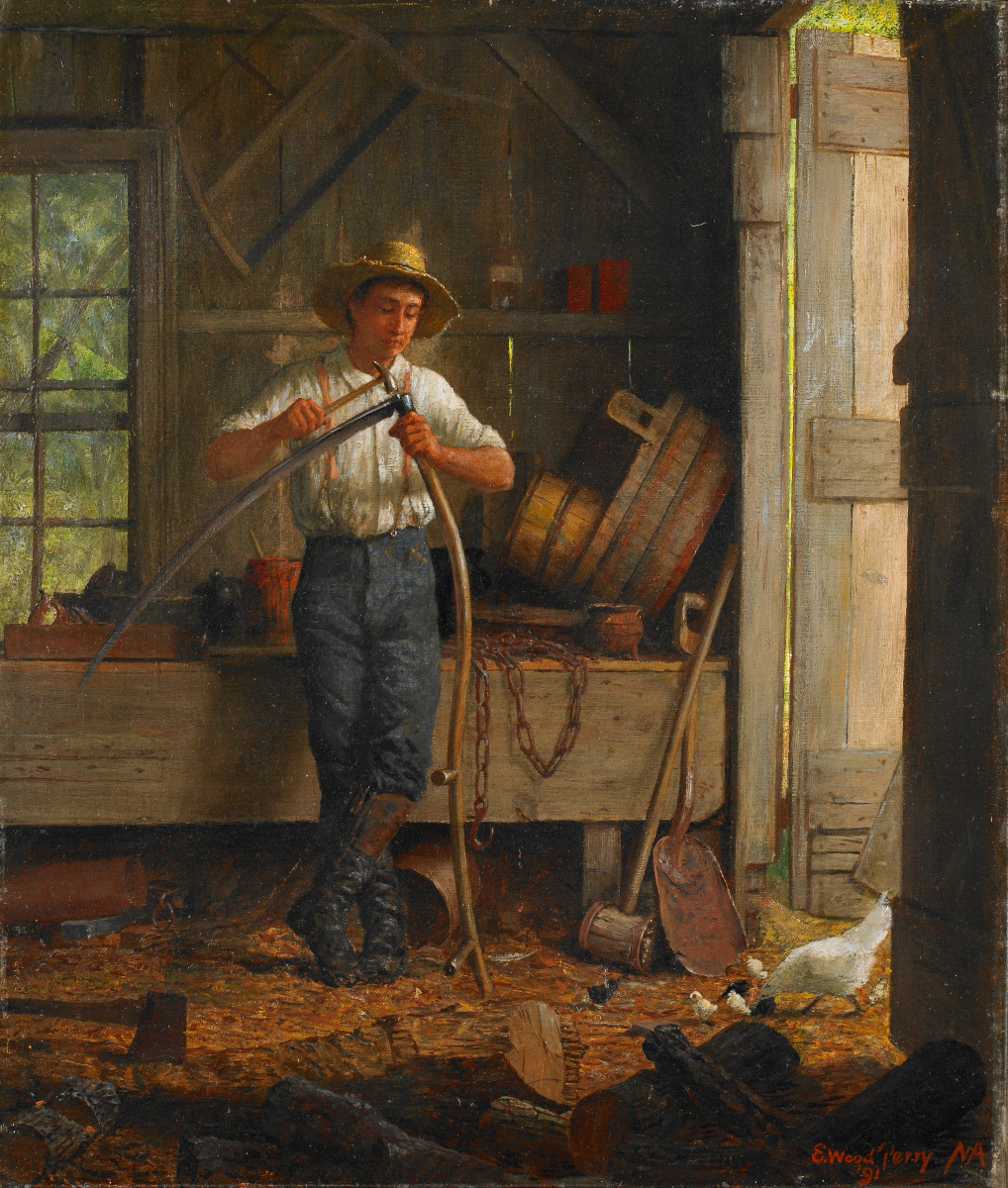
Inside a Barn, 1891, Birmingham Museum of Art

- The True American, Genrebild, spätestens 1860, Metropolitan Museum of Art, New York City
- John Slidell, Porträt, 1860, Louisiana State Museum
- Jefferson Davis, Porträt, 1861, Alabama State Department of Archives and History, Montgomery
- The Signing of the Secession Ordinance, Historienbild, Studie, 1861
- How the Battle Was Won, Genrebild, 1862, Newark Museum
- Cathedral Rock, Landschaft, 1863, Privatbesitz
- Rose Ranch, Ulupalakua, on the Slopes of Haleakala, Maui, Landschaft, 1865, Honolulu Museum of Art, Hawaii
- Prince Albert Edward Kauikeaouli Leiopapa, Porträt, 1865, Bernice P. Bishop Museum, Honolulu, Hawaii
- Cathedral Rock, Yosemite Valley, Landschaft, 1866, Oakland Museum of Art
- Taking It Over, Genrebild, 1872, Metropolitan Museum of Art, New York City
- Inside a Barn, 1891, Birmingham Museum of Art, Birmingham, Alabama